# Patrick O'Bryant
Patrick O'Bryant (Oskaloosa, Iowa, 1986) és un jugador de bàsquet estatunidenc que juga als Toronto Raptors.

## Carrera

### Universitat
Patrick O'Bryant va jugar durant dos anys als Braves de Bradley University, i el darrer any els dugué als vuitens de final del torneig de la NCAA, abans de perdre contra els Memphis.

### NBA
El 6 de setembre de 2006, O'Bryant es va fer una fractura al peu dret i es va perdre la pretemporada i jugà poc a la temporada 2006-07. Amb l'estil actual dels Warriors, no s'espera que entri aviat en les rotacions. El van enviar als Bakersfield Jam de l'NBDL des de finals del 2006 fins al 19 de febrer de 2007. L'entrenador Don Nelson va ser molt crític amb ell: "Hauria hagut de ser un jugador dominant, i no ho feia gaire bé. És un projecte a llarg termini. Em va agradar la primera setmana de la pretemporada, però em pensava que hi hauria progrés, i de moment no n'hi ha gens."
Els Warriors han renunciat a la seva opció per un tercer any, cosa que el convertirà en un agent lliure sense restriccions a finals de la temporada 2007-2008.